# Mario-Max Schaumburg-Lippe
Mario-Max Prince Antonius Adolf Albert Eduard Oliver Gertraud Edith Helga Magdalena Schaumburg-Lippe (Salzburg, 23 december 1977) was een van de deelnemers aan het SBS6-programma Coming to Holland: Prins Zoekt Vrouw en is door adoptie lid van de adellijke familie Schaumburg-Lippe. Hij was nadien te zien in 'the Millionaire Matchmaker' in 2011.

## Leven
Mario-Max werd in 1977 in het Oostenrijkse Salzburg geboren als Mario-Helmut Wagner, zoon van Helmut Wagner en Gertraud-Antonia Wagner-Schöppl. Hij werd in 2001 geadopteerd door Helga Claire Lee Roderbourg (1911-2005), de weduwe van Max zu Schaumburg-Lippe. Mario-Max veranderde zijn achternaam vervolgens van Wagner in Schaumburg-Lippe, met daarbij volgens de regels bij adoptie zonder de voorvoegsels Prinz zu. Bij het huwelijk van zijn moeder in 2008 werd hij andermaal geadopteerd, nu door de nieuwe echtgenoot van zijn moeder, Prins Waldemar zu Schaumburg-Lippe, de neef van zijn voormalige adoptiemoeder. Mario-Max koos er daarna voor om Prince aan zijn voornamen toe te voegen.
Binnen het Huis Schaumburg-Lippe, maar ook daarbuiten, ligt de positie van de gepromoveerde jurist Mario-Max zeer gevoelig. Zijn moeder en hij worden niet erkend als leden van het huis Schaumburg-Lippe.
Het gebruik van een prinsentitel heeft hem meermalen het verwijt opgeleverd zich onterecht voor prins uit te geven. Zo profileert hij zich op de website van zijn familie als His Highness, Seine Hoheit Dr. Prince Mario-Max Prinz zu Schaumburg-Lippe. Ook noemt hij zich hier aantal malen "Erbprinz zu Schaumburg-Lippe-Nachod", een titel die helemaal niet bestaat. In het SBS6-programma Coming to Holland: Prins Zoekt Vrouw deed hij zich voorkomen alsof hij tot de adel behoort en een echte Duitse prins is, wat in werkelijkheid niet zo is. Mario-Max is slechts geadopteerd door zijn stiefvader Prins Waldemar zu Schaumburg-Lippe. Zelf ontkent hij het gebruik van een prinsentitel en weet zich van geen kwaad bewust.
Overigens blijft de dochter van Waldemar Prinz zu Schaumburg-Lippe uit zijn eerste huwelijk buiten de spotlights. Op de familiewebsite staat alleen het echtpaar en hun (adoptief)zoon Mario-Max centraal.